# Allium bisotunense
Allium bisotunense — вид рослин з родини амарилісових (Amaryllidaceae); ендемік Ірану.

## Опис
Цибулини стиснено-кулясті, 2–3 см у діаметрі; зовнішні оболонки чорнуваті. Стеблина конічна, ± пряма, діаметром 3–5 мм нижче й 4–6 мм вище, завдовжки 4–8 см над землею, гладка, зелена, з сивим нальотом, біля основи частково фіолетовий. Листків 2, від широко ланцетоподібних до яйцюватих, товсті, плоскі, 15–25 см × 3–10 мм, синювато-зелені з сильним сизим нальотом, біля основи часто червонуватого кольору. Суцвіття щільні, заввишки 5–6 см і діаметром 6–10 см. Квітки чашоподібні зірчасті; цвітіння: у квітні — травні. Листочки оцвітини ланцетні, підгострі, завдовжки 10–12 мм, шириною до 2.5–3 мм біля основи, зовні білі або червонуваті з вузькою від зеленої до коричневої серединною жилкою. Пиляки як і пилок жовті.

## Поширення
Ендемік північно-західного Ірану.